# Gonomyia (Leiponeura) queenslandica
Gonomyia (Leiponeura) queenslandica is een tweevleugelige uit de familie steltmuggen (Limoniidae). De soort komt voor in het Australaziatisch gebied.